# Margaretha Ley
Margaretha Ley (* 1933; † 4. Juni 1992) war eine schwedische Modeschöpferin und Mitbegründerin der deutschen Luxus-Modemarke Escada.

## Leben
Margaretha Ley wurde 1933 in Schweden geboren. Sie absolvierte nach der Schule zunächst eine Schneiderlehre beim Königlichen Hofschneider Leja in Stockholm. Danach war sie als Mannequin tätig und machte in den 1950er Jahren Karriere als Topmodel der Haute-Couture-Häuser Jacques Fath und Christian Dior aus Paris. Von 1967 bis 1976 arbeitete sie als Chefdesignerin beim Münchner Modeunternehmen Mondi (Insolvenz 1999) und leitete schließlich das nach ihrem ersten Ehemann benannte Strickwarenunternehmen Srb GmbH in München.
Nach Srbs Tod heiratete sie 1974 den Münchner Unternehmer Wolfgang Ley (* 1937) und lancierte 1976 mit ihm die nach einem Rennpferd benannte Modelinie Escada – sportliche Eleganz by Srb im oberen Preissegment, die kurze Zeit später in Escada – sportliche Eleganz bzw. ab 1980 in Escada by Margaretha Ley umbenannt wurde. 1978 erfolgte die erste Präsentation von Escada-Damenmode.
Margaretha Leys Entwürfe als Chefdesignerin des Hauses wurden mehrfach prämiert, so vom amerikanischen Mohair Council mit dem „Excellence-in-Design“-Preis. Der Preis für die beste Designer-Sportswear-Collection der Fashion Group International in den USA (1987) und der Münchner Modepreis (1988) waren einige weitere der Auszeichnungen, die sie für ihre Arbeit erhielt. Margaretha Leys eigenwillige Entwürfe, die hochwertigen, farbenfrohen Stoffe und sportlich-eleganten Schnitte sowie Wolfgang Leys geschäftliches Geschick verankerten Escada innerhalb weniger Jahre als internationale Top-Modemarke. Noch zu Margaretha Leys Lebzeiten wurde die mittelpreisige Zweitlinie Laurèl eingeführt (1980), ging Escada an die Börse (1986), wurden Escada-Tochtergesellschaften in USA, Kanada, Großbritannien, Japan, Frankreich und Asien gegründet (ab 1989) und wurde Escada-Parfüm auf den Markt gebracht (1990).
Margaretha Ley starb Mitte 1992 an Krebs. Die Krisenzeiten des Unternehmens Anfang der 1990er Jahre und die Insolvenz 2009 erlebte sie nicht mehr.
Nach ihrem Tod führte Wolfgang Ley das Unternehmen fort. Er schied Ende Januar 2006 aus dem Escada-Vorstand aus, blieb aber dem Konzern als Aktionär und bis 2007 als Creative Chairman beratend verbunden.

## Privates
Sie hinterließ drei Kinder, Sven Ley (* 1975) aus der Ehe mit Wolfgang Ley sowie Karin Srb († 2024) und Kristian Srb (* 1956) aus ihrer ersten Ehe. Ihre Tochter Karin Srb führte die Online-Galerie artsation.com.